# Ganzkertváros
Ganzkertváros Budapest XVIII. kerületének egyik városrésze.

## Fekvése
- Határai: Üllői út a Béke tértől – Budapest határa – Kerékkötő utca – Ganz Ábrahám utca – Alacskai út – Királyhágó utca – Béke tér.

## Története
Az 1920-as években a Ganz-gyárak szerveztek dolgozóik számára házhelyigénylő mozgalmat, azaz kedvezményes telekvásárlási akciót. A terület 1945-ig Vecséshez tartozott, ekkor Pestszentlőrinchez csatolták.